# 高倉村 (岡山県苫田郡)
高倉村（たかくらそん）は、岡山県苫田郡にあった村。
現在の津山市上高倉、下高倉西、下高倉東に当たる。
ここでは現在の津山市高倉地区についても扱う。

## 沿革
- 1889年6月1日 - 町村制施行に伴い、東北条郡上高倉村、下高倉西村、下高倉東村が合併し、高倉村となる。大字上高倉に役場を置く。
- 1900年4月1日 - 東北条郡が東南条郡、西西条郡、西北条郡と合併し、苫田郡となる。
- 1954年7月1日 - 周辺の9村とともに津山市へ編入される。

## 高倉地区
高倉村の範囲を以って高倉地区と呼んでいる。高倉小学区に一致。中学校は中道中学区。

### 隣接自治体・地区
- 津山市神庭地区
- 津山市成名地区
- 津山市高田地区
- 津山市高野地区
- 津山市東苫田地区

### 地区の地名
- 上高倉
- 下高倉西
- 下高倉東

### 人口
1656人（2019年1月1日現在。住民基本台帳による。津山市調べ）。地名ごとの人口については各地名記事を参照。

## 教育

### 保育園
- 高倉ひかり保育園

### 学校
- 高倉村立高倉小学校（現・津山市立高倉小学校）[1]

## 交通

### 鉄道
地区内を走る鉄道なし

### 道路
廃止当時は未完成。地区内を走る高速道路・国道はなし。

#### 県道
- 主要地方道

地区内を走る主要地方道なし
- 一般県道
  - 岡山県道345号上横野兼田線
  - 岡山県道346号下高倉西高野本郷線

## 河川・山岳

### 河川
- 蟹子川

## 寺院・神社

### 神社
- 高倉神社